# Peter Vink (schrijver)
Petrus (Peter) Vink (Leiderdorp, 5 september 1917 – Deurne, 26 november 1994) was een Nederlandse journalist, schrijver en theater- en bioscoopexploitant.
Vink groeide op in de reizende schouwburg van zijn ouders, Piet Vink en Cesarine Vink-Van den Berghe. Hij werkte voor zijn vader toen deze in 1941 een permanente bioscoop kon openen aan de Markt in Deurne, Bio-Vink. In de Tweede Wereldoorlog stonden er vele internationale sterren op het podium. Later nam Vink het theater- en bioscoopbedrijf van zijn vader over, en wist het tot 1985 in bedrijf te houden. Sedert enige jaren is er een uitgaansgelegenheid in het pand gevestigd.
Vink was daarnaast actief in de lokale sportbeoefening. Al in 1941 was hij actief als trainer van de junioren bij de afdeling hockey van de Algemeene Deurnesche R.K. Sportvereeniging D.O.S.. Later was onder hij onder meer verantwoordelijk voor de oprichting van de gemengde hockeyclub en de Deurnese Zwemclub Triton '62 in 1962. Vink was in de jaren 1963 en 1964 voorzitter van deze zwemvereniging.
Erg bekend werd Vink verder met zijn talloze artikelen in de Helmondse Courant en het Weekblad voor Deurne onder de titel Dit Deurne van ons. Een aantal artikelen werd gebundeld in zijn reeks boeken over de mensen in de Peel.
Vink huwde met Leny van Hulst (1922-2008) uit Veldhoven, en kreeg één zoon, de latere journalist Erik Vink. Hun levensverhaal in relatie tot de bioscoop werd beschreven in Bio Vink van schouwburg tot bioscoop door Mieke Knapen.